# Řazení zdrojů
Řazení zdrojů (Unit Commitment) je optimalizační úloha minimalizace jejich provozních a najížděcích nákladů na výrobu příslušného objemu elektrické energie daného predikcí její spotřeby uvažovaného období vzorkovaného zvolenými řezy, tj. plán jimi generovaných výkonů pokrývajících predikovanou spotřebu v každém řezu daného období.
Objektivní funkci danou součtem provozních a najížděcích nákladů zdrojů integrovaných přes dané období vyjádříme následovně:
{\displaystyle f\left(\mathbf {P} ,\mathbf {x} \right)=\sum _{t}^{}{\sum _{i}^{}{{(A}_{i}+B_{i}P_{i}(t)+C_{i}P_{i}^{2}}}(t)\ +D_{i}(1-e^{-{\frac {{\mathrm {\Delta } T}_{i}(t)}{\tau _{i}}}}))\ x_{i}(t)}
kde {\displaystyle i\in \left\{1,-,N\right\}}, {\displaystyle t\in \left\{1,-,T\right\}} a {\displaystyle P_{i}(t)} resp. {\displaystyle x_{i}(t)} je výkon resp. stav {\displaystyle i}-tého zdroje v čase {\displaystyle t}, dále {\displaystyle A_{i},B_{i},C_{i},D_{i}} resp. {\displaystyle {\mathrm {\Delta } T}_{i}(t)} a {\displaystyle \tau _{i}} jsou příslušné nákladové koeficienty resp. doba odstávky a časová konstanta exponenciálního nárůstu najížděcích nákladů {\displaystyle i}-tého zdroje v čase {\displaystyle t}, a dále {\displaystyle N} resp. {\displaystyle T} je počet zdrojů v síti resp. počet časových řezů uvažovaného období nasazení zdrojů. {\displaystyle \mathbf {P} ,\mathbf {x} } jsou matice nezávisle proměnných objektivní funkce řádu {\displaystyle N},{\displaystyle T} a jejich přípustná řešení jsou vymezena následujícími nerovnostmi resp. rovností:
{\displaystyle P_{i}^{\min }{\leq P}_{i}\leq P_{i}^{\max }}
{\displaystyle \sum _{i}^{}{P_{i}(t)\ x_{i}(t)=C(t)}}
kde {\displaystyle i\in \left\{1,-,N\right\}} a {\displaystyle C(t)} představuje predikci spotřeby v příslušném řezu uvažovaného období. Následuje příklad denního plánu řazení zdrojů:
při následujícím predikovaném denním zatížení:
Pozn.: V případě, že je známé rozložení predikované spotřeby mezi jednotlivými odběrnými místy v příslušných řezech uvažovaného období, je možné zahrnout do objektivní funkce i ztráty výkonu přenášeného elektrickou sítí od napájecích míst k odběrovým, zjištěné výpočtem chodu sítě nad jejím modelem. V praxi je však uvedené obtížně realizovatelné, neboť výrazně prodlouží dobu optimalizačního výpočtu.